# 李茂扮太子
李茂扮太子是中華人民共和國一部喜劇電影，由新丽传媒出品，於2022年1月1日上映。該電影的主演為马丽、常远、艾伦、魏翔。該電影讲述的是已與富家女杨家珍結婚的小捕快李茂（常远扮演）意外发现自己与当朝太子（同樣由常远扮演）相貌相同，李茂因此想进宫获得晋升，而當朝太子想出宫获得自由，於是二人交换身份，但都卷入了尚书的阴谋中。不過電影上映後李茂扮太子的豆瓣评分只有4.8分。